# エドワード・ベイカー
エドワード・ディキンソン・ベイカー（英:Edward Dickinson Baker、1811年2月24日-1861年10月21日）は、イギリス生まれでアメリカ合衆国の政治家、弁護士、軍事指導者である。その政歴においては、イリノイ州選出アメリカ合衆国下院議員とオレゴン州選出のアメリカ合衆国上院議員を務めた。エイブラハム・リンカーン大統領とは長い親友であり、米墨戦争と南北戦争の時はアメリカ陸軍の大佐を務めた。南北戦争のボールズブラフの戦いで1個連隊を率いている時に戦死し、今でもベイカーは戦闘で死んだ唯一の現職アメリカ合衆国上院議員となっている。

## 初期の経歴
ベイカーは1811年にロンドンで、貧しいが教育あるクエーカー教徒エドワード・ベイカーとルーシー・ディキンソン・ベイカー夫妻の子供として生まれた。1816年にベイカー家はイギリスを離れてアメリカ合衆国に移民し、フィラデルフィアに到着して、そこで父が学校を始めた。1825年、ベイカー家はフィラデルフィアを去り、ロバート・オウエンが指導するオハイオ川のユートピア社会、インディアナ州ニューハーモニーに移り、共同体主義の理想に従おうとした。
それからおよそ5年後（ニューハーモニーが潰れてしまったとき）、ベイカー家はミズーリ州セントルイスに近いイリノイ準州ベルビルの町に移った。そこでベイカーはニニアン・エドワーズ知事と出会い、知事はベイカーに自分の法律図書室を使うことを認めてくれた。ベイカーは後にイリノイ州キャロルトンに移転し、そこで1830年に法廷弁護士として認められた。1831年4月27日、メアリー・アン・リーと結婚した。ベイカー夫妻には5人の子供が生まれた。

## イリノイ州の弁護士

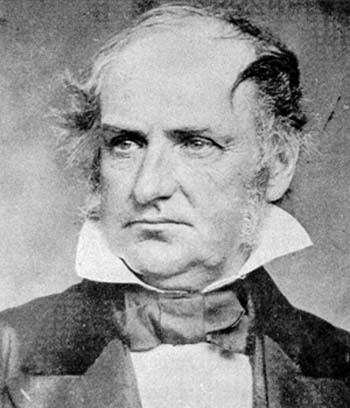
エドワード・ディキンソン・ベイカー

結婚してから1年後に、ブラック・ホーク戦争に積極的に参加した。1835年頃、ベイカーはエイブラハム・リンカーンと知り合い、間もなく地元の政治に関わるようになって、1837年7月1日にはイリノイ州議会議員に選ばれ、1840年から1844年は州上院議員を務めた。1844年、スプリングフィールドに住んでいる時に、第29期アメリカ合衆国下院議員の候補指名をリンカーンと争って破り、ホイッグ党員として選挙にも当選した。この下院議員は1845年から辞任した1846年12月24日まで務めたが、辞職は1847年1月15日に有効となった。しかしベイカーとリンカーンは友人であり続け、リンカーンは自分の息子の1人にエドワード・ベイカー・リンカーンと名付け、愛情を込めて「エディ」と呼んだ。
米墨戦争のとき、ベイカーは短期間政界を離れ1846年7月4日にイリノイ志願歩兵第4連隊の大佐に任官された。ベラクルス包囲戦に参戦し、セルロ・ゴードの戦いでは1個旅団を率いた。ベイカーは1847年5月29日に栄誉の除隊を遂げた。1848年にスプリングフィールドに戻ったが、またアメリカ合衆国下院議員候補の指名をリンカーンと争うことを望まず、ガリーナに移って候補指名を受け、第31期アメリカ合衆国下院議員にホイッグ党員として当選した（1849年3月4日-1851年3月3日）。1850年の選挙では再度の候補指名を受けなかった。

## 太平洋岸での政治
1851年、ベイカーはフランクリン・ピアース大統領の閣僚指名を受けられなかった後で、カリフォルニア州サンフランシスコに移転し、そこで州法廷弁護士として認められ法律実務を再開した。その弁論術と弁護士としての有能さで知られるようになったのはこの頃だった。その演説の中でも最も有名なものの1つは、1858年9月27日、大西洋横断海底電信線が完成した時に行ったものだった。ベイカーは「大西洋に橋を架けたと考えれば、海を越える拘束の無い途が開かれた」と言った。1860年、ベイカーは再度移転し、このときはオレゴン州に行って、1859年3月4日から空席になっていたアメリカ合衆国上院議員に共和党員として選出された。その任期は1860年10月2日に始まった。

## 戦死

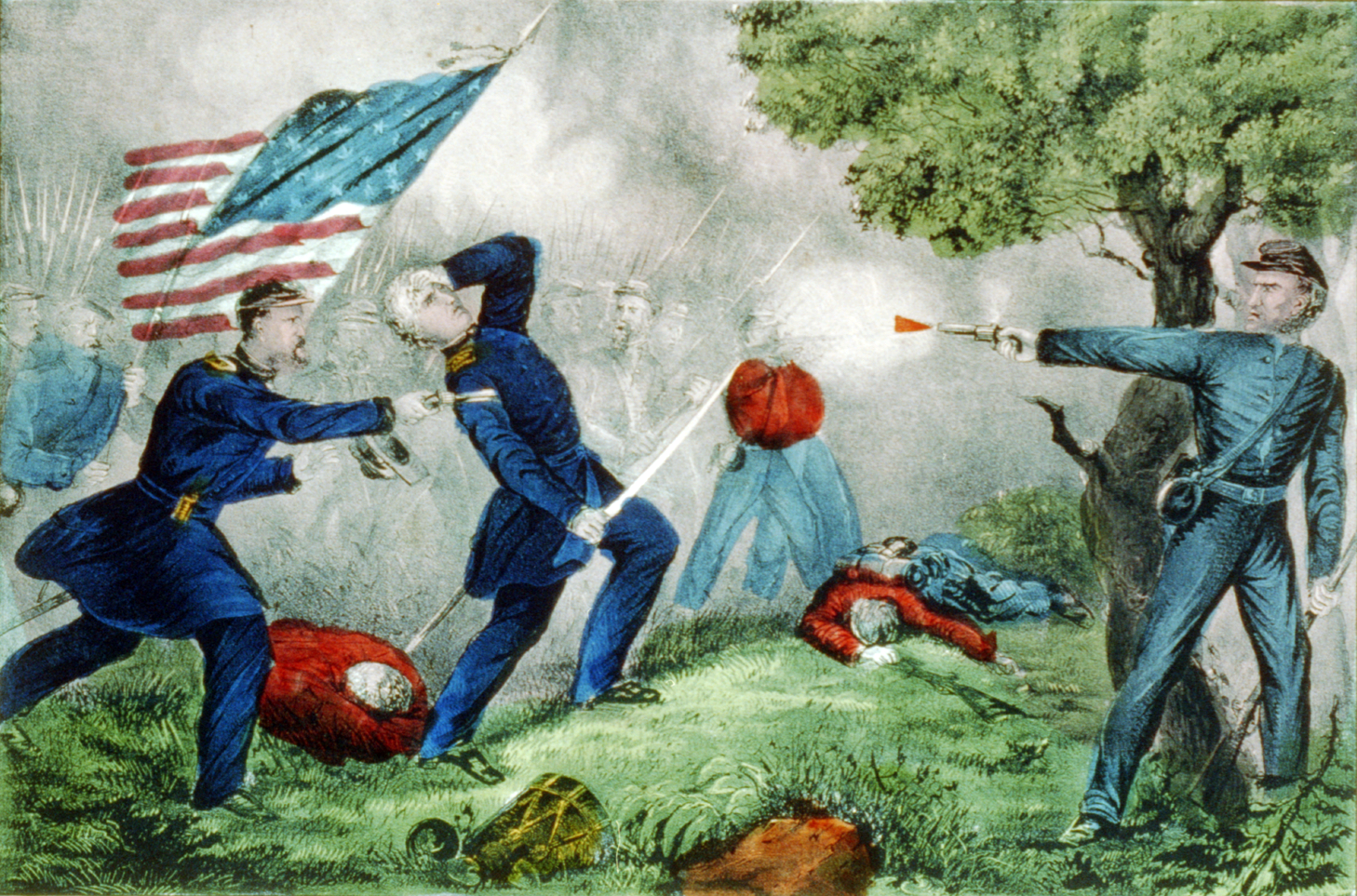
ボールズブラフでのエドワード・ベイカーの戦死
by Currier and Ives.

1861年5月、ベイカーは陸軍長官からカリフォルニア州に割り当てられた北軍部隊となる1個歩兵連隊を立ち上げることを承認された。ベイカーはその大半をフィラデルフィアで徴兵してカリフォルニア旅団とし、その大佐を務めた。数ヵ月後ワシントンD.C.の北、ポトマック川沿いの渡し場を守るチャールズ・ストーン准将師団の1個旅団指揮を任せられた。1861年10月21日、ベイカーはボールズブラフの戦いで戦死した。その死はワシントンの指導層に衝撃を与え、アメリカ合衆国議会両院合同戦争遂行委員会の設立に繋がった。
ベイカーはサンフランシスコ国立墓地OSD区域488区画に埋葬されている。ベイカーは自身についてかって「私の本当の強みは人々を指揮し指導し導く力だ。私はどこでも人々を導くことができると思う」と言っていた。しかし、ベイカーの友人は、その本当の才能はその弁論の才にあると考えていた。
ベイカーの死後約3年で、その未亡人メアリー・アンには政府の恩給がついて、月に55ドルを受け取るようになった。この救済策を既定した連邦議会法はアメリカ議会図書館のウェブサイトでも見ることができる。

## 栄誉
- オレゴン州ベイカーシティ市とベイカー郡はベイカーのために創設され名付けられた。この郡は1862年9月22日に創設された。
- ネバダ州ラスベガス渓谷にあるベイカー砦は1864年に建設され、ベイカーの栄誉を称えて名付けられた。
- 1897年4月29日、カリフォルニア州サウサリート近くにあるライムポイント軍用地はベイカー栄誉のためにベイカー砦と改名された。
- コロンビア特別区にもベイカー砦がある。これはメグズ砦とスタントン砦の間にあり、ユニオンタウンの1マイル (1.6 km) 東、フォートベイカー・ドライブと30番街の角にある。
- ベイカーの等身大彫像がホレイショ・ストーンによって制作され、アメリカ合衆国議会議事堂に収められている。その制作資金に10,000ドルを拠出する連邦議会法はアメリカ議会図書館のウェブサイトで見ることができる[3]。
- 1861年12月12日、ベイカーの死が告知された後で、オレゴン州選出のジェイムズ・W・ネスミスが、上院議員は30日間その左腕にクレープ織りの喪章を付けてその喪に服するという決議案を提出し承認された[4]。
- イリノイ州スプリングフィールドのイリノイ州会議事堂にはベイカーの顔の塑像がある。これは議会史料局法律図書館の壁に取り付けられている[5]。
- サンフランシスコのベイカー通りは、ブエナ・ビスタ公園のハイト通りから延びてパレス・オブ・ファインアーツを過ぎて、マリーナ大通りでゴールデンゲート国立レクレーション地域内のマリーナに至る通りであり、ベイカーに因んで名付けられた。